# هشام قمادي
هشام قمادي (مواليد 16 أبريل 1976) لاعب كرة طائرة جزائري دولي.
مثّل فريقه المحلي في بطولة العالم عام 1998، واحتل المركز التاسع عشر.  
شارك في بطولة الأمم العربية عامي 2006  و2008  مع منتخب الجزائر للكرة الطائرة للرجال.
فاز ببطولة دوري أبطال أوروبا 2004–05 .  مع نادي تورز للكرة الطائرة المحترف في موسم 2006–07 من دوري أبطال أوروبا، أحتل فريقه المركز الثاني، وخسر المباراة النهائية أمام الفريق الألماني VfB Friedrichshafen . كما حصل أيضًا على جائزة أفضل هداف . 

## الأندية
- نادي ناصيرية بجاية  (1994–1996)
- حمراء عنابة لكرة الطائرة 1996-1999)
- Chaumont Volley-Ball 52  (1999–2000)
- AS Cannes  (2000–2002)
- Tours Volley-Ball (2002–2007)
- طائرة النصر (2007–2009[8])
- طائرة العين  (2010[9]–)

## الجوائز

### فرادى
- بطولة آسيا للأندية للرجال 2009 "أفضل لاعب"
- بطولة آسيا للأندية للرجال 2008 "أفضل هداف"
- دوري أبطال أوروبا 2006–07 "أفضل هداف"

### الأندية
- كأس فرنسا 2003 - بطل مع فريق تور للكرة الطائرة
- بطولة فرنسا 2004 - بطل مع فريق تور للكرة الطائرة
- كأس السوبر الفرنسي 2004 - الوصيف، مع فريق تور للكرة الطائرة
- دوري أبطال أوروبا 2004–05 - بطل مع فريق تور للكرة الطائرة
- كأس السوبر الفرنسي 2005 - بطل مع فريق تور للكرة الطائرة
- كأس فرنسا 2005 - بطل مع فريق تور للكرة الطائرة
- بطولة فرنسا 2006 - الوصيف، مع فريق تور للكرة الطائرة
- كأس السوبر الفرنسي 2006 - الوصيف، مع فريق تور للكرة الطائرة
- كأس فرنسا 2006 - بطل مع فريق تور للكرة الطائرة
- دوري أبطال أوروبا 2006–07 - الوصيف، مع فريق تور للكرة الطائرة

## روابط خارجية
- الملف الشخصي للاتحاد الدولي للكرة الطائرة